# 古賀義章
古賀 義章（こが よしあき、1964年8月26日 - ）は、日本の編集者。

## 来歴
1964年、佐賀県神埼郡三田川町（現・吉野ヶ里町）出身。佐賀県立佐賀西高等学校から明治大学商学部へ進学。学生時代、インドに魅了され、4か月間放浪する。
1989年に大学を卒業し、講談社に入社。週刊現代、フライデーに配属された。
2001年、渡仏し週刊誌『Paris Match』にて研修。
2003年、取材のためイラク・バグダッドへ渡航。
2004年、「ワインから国際政治まで」をテーマにした『クーリエ・ジャポン』を創刊。初代編集長（2010年まで）を務める他、『報道ステーション』（テレビ朝日）のコメンテーターなど、テレビ出演もしてきた。編集長時代には3回もインド特集を組み、編集長を退いた2010年には1カ月の休暇を取ってインドへ赴いた。
2010年、国際事業局に異動し担当部長に就任。インド・プロジェクト・ディレクターとして、『巨人の星』からのリメイクアニメ『スーラジ ザ・ライジングスター』を企画した。
2013年、「飛雄馬、インドの星になれ!―インド版アニメ『巨人の星』誕生秘話」を著す。同じ梶原一騎作品の『あしたのジョー』（高森朝雄名義）のリメイクアニメ制作も検討しているという。

## 主な経歴
記者としての取材実績
オウム事件、阪神・淡路大震災、神戸少年A事件、東海村JCO事件、北朝鮮拉致問題、イラク戦争
編集者
- 1995年 写真家・宮崎学の『アニマル黙示録』が講談社出版文化賞と日本写真協会年度賞を受賞
- 2000年 写真家・大西成明の『病院の時代』が講談社出版文化賞を受賞

カメラマン
- 1996年 写真展「熱い廃虚 - 警戒区域'91 - '96」を開催
- 1998年 「普賢岳OFF LIMITS」（平凡社）発表
- 2000年 「場所—オウムが棲んだ杜」（晩聲社）発表